# Josh Martin (chitarrista)
Josh Martin (Hartford, 2 aprile 1973 – Providence, 28 maggio 2018) è stato un chitarrista statunitense noto per essere stato membro del gruppo grindcore degli Anal Cunt.

## Biografia
Nato in Connecticut, si trasferì per studiare alla New York University ed entrò in contatto con la scena musicale dell'epoca.
Divenne un grande amico di Seth Putnam, fondatore e cantante del gruppo grindcore degli Anal Cunt e nel 1996 entrò nel gruppo in sostituzione di John Kozik, dove rimase fino allo scioglimento nel 2001, nel 2000 aveva già suonato nell'album omonimo degli Impaled Northern Moonforest e dal 2002 al 2008 entrò a far parte del gruppo sludge metal degli Adolf Satan e rientrò negli Anal Cunt con cui incise due album fino al definitivo scioglimento in seguito alla morte di Putnam nel 2011.
Nel novembre 2017 partecipò al concerto solista di Gene Simmons a Providence in Rhode Island e urlò contro di lui.
È morto il 28 maggio 2018 mentre cavalcava il corrimano delle scale mobili del centro commerciale di Providence "per fare il pagliaccio", poi ha perso l'equilibrio ed è caduto, sbattendo anche contro un tavolo della zona ristorante; ha riportato ferite gravi ed è stato dichiarato morto all'arrivo in ospedale.

## Discografia

### Adolf Satan
- Adolf Satan (2004)
- Ooga Booga Cab Company (2006)

### Anal Cunt
- I Like It When You Die (1997)
- Picnic of Love (1998)
- It Just Gets Worse (1999)
- 110 Song CD (2008)
- Fuckin' A (2011)

### Impaled Northern Moonforest
- Impaled Northern Moonforest (2000)